# Flora

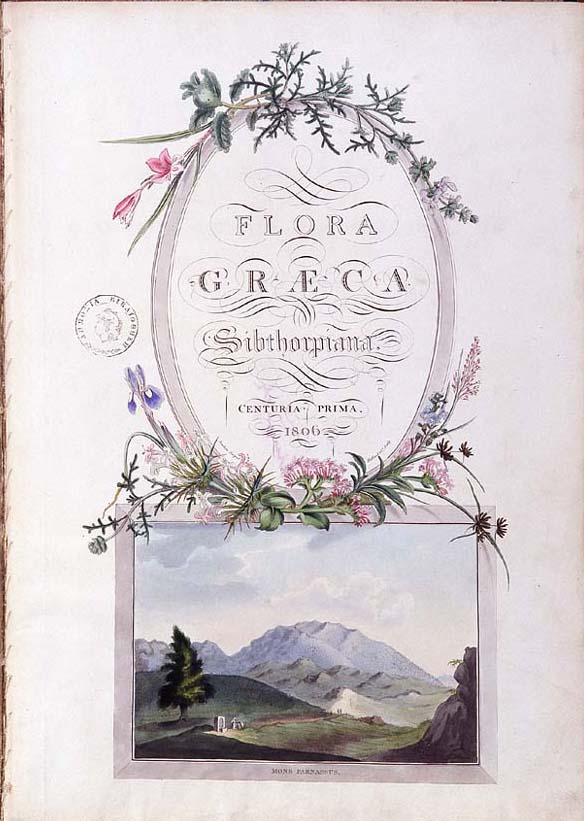
Karta tytułowa Flora Graeca

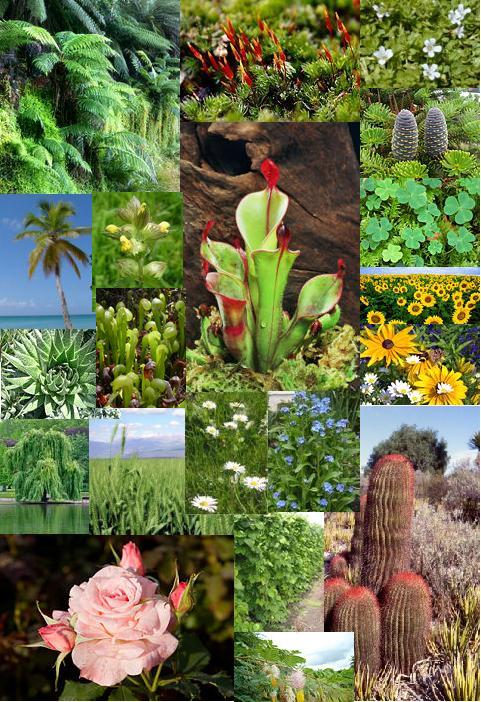
Flora

Flora (z łac. Flora – rzymska bogini kwiatów) – ogół gatunków roślin występujących na określonym obszarze i publikacje zawierające ich opracowanie. 

## Opis
Ze względu na odniesienie czasowe wyróżnia się flory współczesne lub flory dawnych okresów geologicznych, zwane florami kopalnymi (np. flora trzeciorzędu). Zakres flory może być ograniczany także do określonego biotopu (np. flora górska) lub określonej formacji roślinnej (np. flora lasu deszczowego). Flora może być ogólna lub ograniczona do wybranej grupy taksonomicznej lub ekologicznej (np. flora chwastów, flora roślin naczyniowych, flora mchów). Określenie flora bakteryjna oznacza ogół bakterii żyjących w organizmie ludzkim (flora fizjologiczna człowieka) lub w określonym jego miejscu (np. flora bakteryjna jamy ustnej). Ogół grzybów występujących na danym obszarze określano dawniej mianem flory grzybów lub mikoflory, współcześnie stosowany jest termin mikobiota podkreślający brak pokrewieństwa grzybów i roślin.
Pojęcie „flora” utożsamiane jest czasem błędnie z pojęciem roślinność. Tymczasem roślinność oznacza ogół zbiorowisk roślinnych na określonym obszarze. Flora wraz z roślinnością składają się na szatę roślinną danego obszaru.

## Flory publikowane
Florami określane są także publikacje zawierające zestawienia gatunków roślin z określonych obszarów. Zwykle wykazy opatrzone są opisami budowy i rozmieszczenia taksonów oraz kluczami do ich oznaczania. Bywają też ilustrowane i często mają postać wielotomowych dzieł. Przykładowo Flora Polska obejmuje 14 tomów wydawanych w latach 1919–1980. Monumentalna Flora Danica wydawana była przez 122 lata od 1761 do 1883. Flora Europaea ukazała się w pierwszym wydaniu w 5 tomach w latach 1964–1993. Zestawienie standardowych flor całego świata zawiera praca Guide to standard floras of the world.
Pierwszą osobą, która użyła słowa flora w tytule książki o roślinach określonego obszaru, był XVII-wieczny polski misjonarz Michał Boym. Był on posłem katolickiego cesarza Chin, Yongli (z południowej dynastii Ming) do papieża i napisał bogato ilustrowane dzieło pt. Flora Sinensis („Flora Chin”), które zostało wydane w 1656 roku w Wiedniu i zawierało nowe informacje nie tylko o chińskich roślinach, ale także o zwierzętach.